# Georgij Aleksandrovič Ostrogorskij
Georgij Aleksandrovič Ostrogorskij (in russo Георгий Александрович Острогорский?, in serbo Георгије Острогорски? Georgije Ostrogorski; San Pietroburgo, 19 gennaio 1902 – Belgrado, 24 ottobre 1976) è stato un bizantinista russo naturalizzato jugoslavo, noto soprattutto per il contributo dato agli studi sulla storia dell'Impero bizantino.

## Biografia
Suo padre era un professore di liceo e l'intera sua famiglia emigrò in Finlandia durante la Rivoluzione d'ottobre. Georg studiò in Germania, a partire dal 1921, all'Università Ruprecht Karl di Heidelberg, per specializzarsi poi in Francia in storia bizantina nel 1924-1925. Ottenne il suo dottorato a Heidelberg nel 1925 e iniziò ad insegnare all'Università di Breslavia, dove rimase fino al 1933, anno in cui lasciò la Germania per la Jugoslavia. Il suo magnum opus, Storia dell'impero bizantino, pubblicato inizialmente a Monaco di Baviera nel 1940, è ancora oggi un punto di riferimento importante per tutti coloro che si occupano delle vicende dell'Impero romano d'Oriente. Tenne all'Università di Belgrado lezioni di Bizantinistica fino al suo ritiro dalla docenza, nel 1973. Era sposato con la storica Fanula Papazoglu, docente presso il medesimo ateneo.